# Despina (lune)
Pour les articles homonymes, voir Despina (homonymie).
Despina est un satellite naturel de Neptune.

## Historique

### Découverte
Il a été découvert lors du passage de la sonde Voyager 2 en 1989.

### Dénomination
Temporairement désigné S/1989 N 3, son nom vient de Despina, une déesse mineure dans la mythologie grecque, fille de Poséidon et de Déméter.

## Caractéristiques physiques
Despina est un petit corps céleste irrégulier de 148 km de longueur maximale et ne présente aucune activité géologique.

## Orbite
L'orbite de Despina, située en deçà de l'orbite synchrone de Neptune, est instable et ce satellite spirale lentement vers sa planète sous l'effet des forces de marée exercées par celle-ci. Il devrait probablement se briser en franchissant la limite de Roche, formant un nouvel anneau planétaire, ou s'écraser sur Neptune.